# Stara Ochota
Stara Ochota – osiedle i obszar MSI w dzielnicy Ochota w Warszawie.

## Opis
Nazwa Ochota pojawia się w XVIII w., była to wieś należąca do gminy Czyste i parafii Wielka Wola, rozciągająca się wzdłuż starego traktu na Grójec, Radom i Kraków (ul. Grójecka od pl. Zawiszy do ul. Opaczewskiej). W latach 1823–1824 wytyczono Nową Drogę Jerozolimską kończącą się przy rogatkach Jerozolimskich na obecnym pl. Zawiszy.
W 1845 ukończona została linia kolejowa Warszawa-Skierniewice oddzielająca Ochotę od Woli i Czystego. Na rosyjskiej mapie z 1860 kolonia Ochota zlokalizowana jest w rejonie dzisiejszej Hali Banacha, zaznaczono też karczmę Ochota (przy dzisiejszej ul. Kaliskiej), 3 kuźnie, 2 cegielnie i glinianki przy miejskich rogatkach. W 1880 roku Ochota liczyła 802 mieszkańców.
W 1910 rozpoczęto budowę kościoła Niepokalanego Poczęcia Najświętszej Maryi Panny przy pl. Narutowicza (ukończony w 1927), a w 1916 Ochotę przyłączono do Warszawy.
W okresie powojennym Ochota zyskała sporo na miejskości i wyszła poza granice Starej Ochoty – w 1960 przebudowano ulice Grójecką i pl. Narutowicza. W 1950 rozpoczęto budowę osiedla Ochota I pomiędzy ulicami Kopińską, Bitwy Warszawskiej 1920 i Grójecką projektu J. Malinowskiej. Po drugiej stronie Grójeckiej znajduje się powojenne osiedle mieszkaniowe projektu A. Markiewicza i Z. Lewańskiego. Na obszarze pomiędzy pl. Zawiszy a pl. Narutowicza w latach 60. wzniesiono osiedle Zachodnie Al. Jerozolimskie projektu J. Baumiller i J. Zdanowicz. Znajduje się tam międzywojenne osiedle Kolonia Lubeckiego.
W 1963 została zakończona też przebudowa pl. Zawiszy, co umożliwiło przebicie Al. Jerozolimskich dalej w kierunku Dworca Zachodniego i Pruszkowa. Al. Jerozolimskie przejezdne są jednak tylko z kierunku śródmiejskiego.